# Knokke-Heist

Knokke-Heists vapen

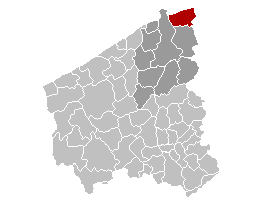
Knokke-Heists läge inom provinsen Västflandern

Knokke-Heist är en kommun i provinsen Västflandern i regionen Flandern i Belgien. Den är känd som bad- och turistort. Knokke-Heist hade 34 026 invånare per 1 januari 2008.